# Леоновское кладбище
Лео́новское кладбище — кладбище на севере Москвы в районе Ростокино Северо-восточного административного округа, при Храме Ризоположения в Леонове.

## Описание
Леоновское кладбище было основано в 1920 году. В состав московских кладбищ вошло в 1960 году. Постоянный архив по регистрации захоронений ведётся с 1992 года. Площадь кладбища составляет 2,31 га.
В 1941-47 годах на кладбище проводились захоронения умерших от ран красноармейцев и военнослужащих Советской Армии, на кладбище установлен мемориал с их фамилиями и надписью «Никто не забыт, ничто не забыто»
- Адрес: 129226, Москва, 1-я улица Леонова, д. 8

## Известные люди, похороненные на кладбище
- Похороненные на Леоновском кладбище